# Museu d'art modern de Troyes
El museu d'art modern de Troyes (en francès: Musée d'art moderne de Troyes), França, va ser creat l'any 1982 a partir de la donació, en 1976, de nombroses obres a la ciutat de Troyes dels col·leccionistes i mécènes Pierre i Denise Lévy, industrials troyens del tèxtil.
Fou inaugurat l'any 1982 pel president de la República François Mitterrand, i està ubicat a l'antic palau episcopal de Troyes dels segles xvi i xvii. Se situa al sud de la catedral sobre antics edificis gallo-romans, les columnes i murs de sosteniment d'estil romà estan integrats a les seves fundacions. El primer palau episcopal fou del segle xii, la part central amb el seu tauler d'escacs xampany és del segle xvi, modificat fins al segle xix. Està classificat per les seves dues ales i la porta biaise.

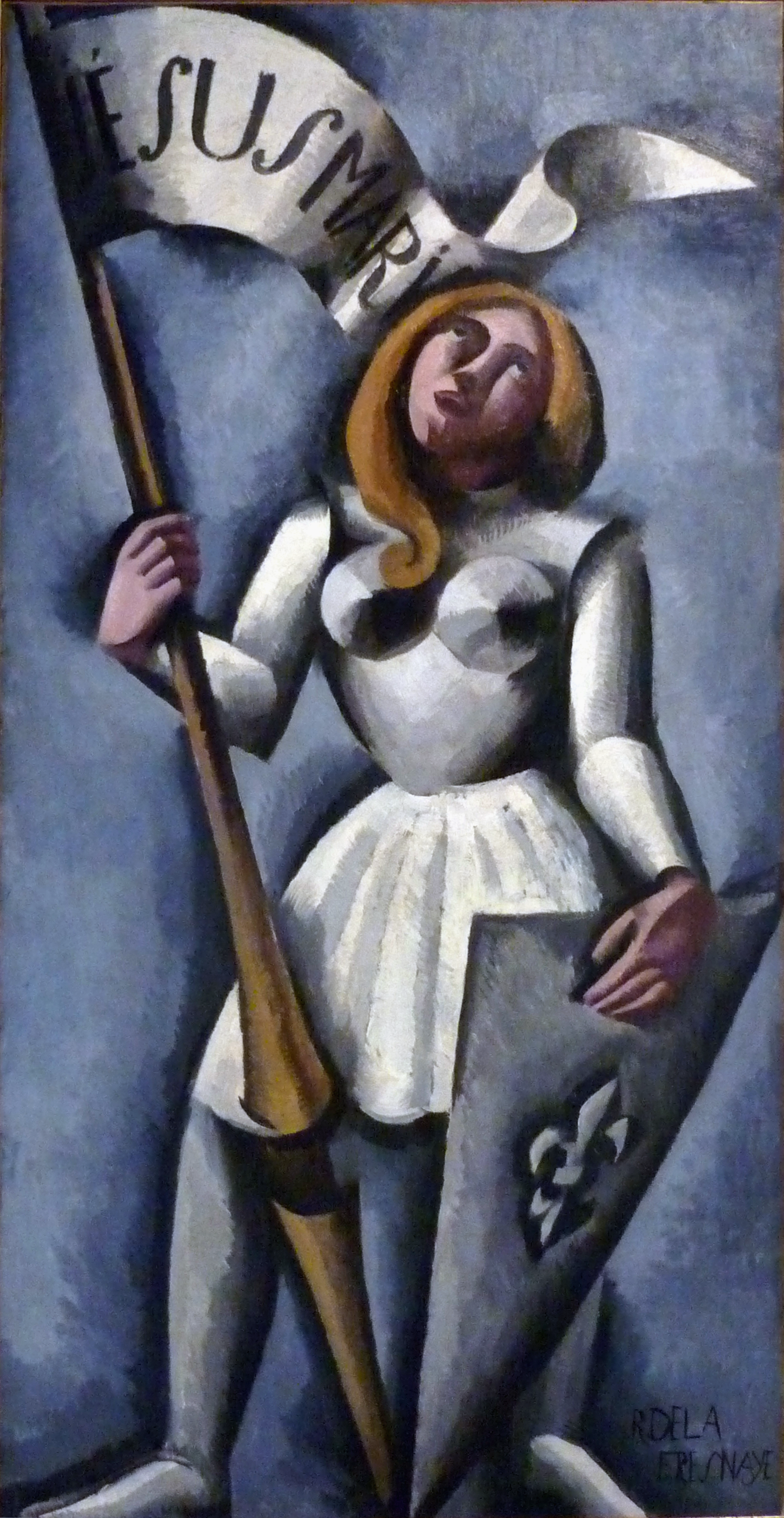
Roger de La Fresnaye
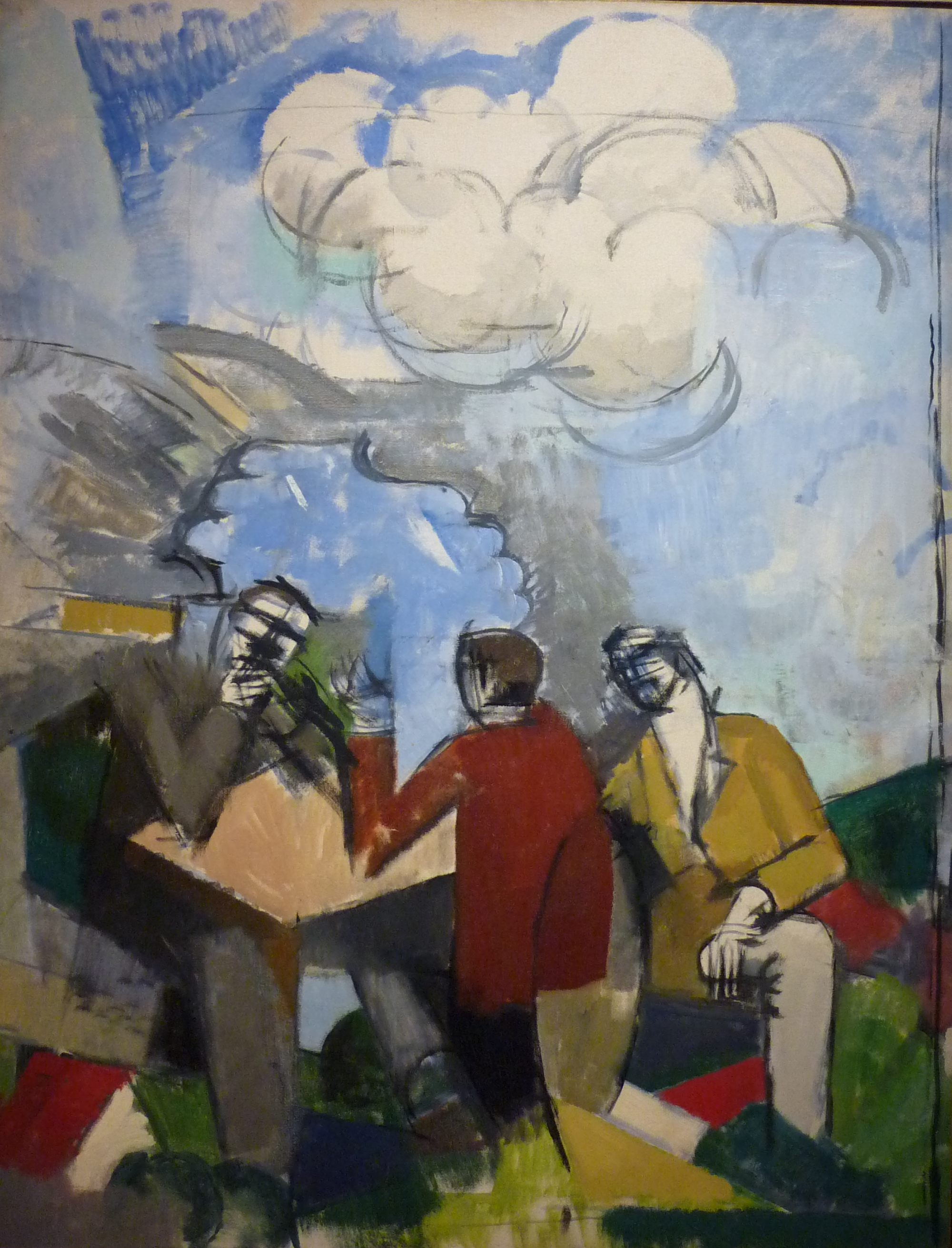
Roger de La Fresnaye
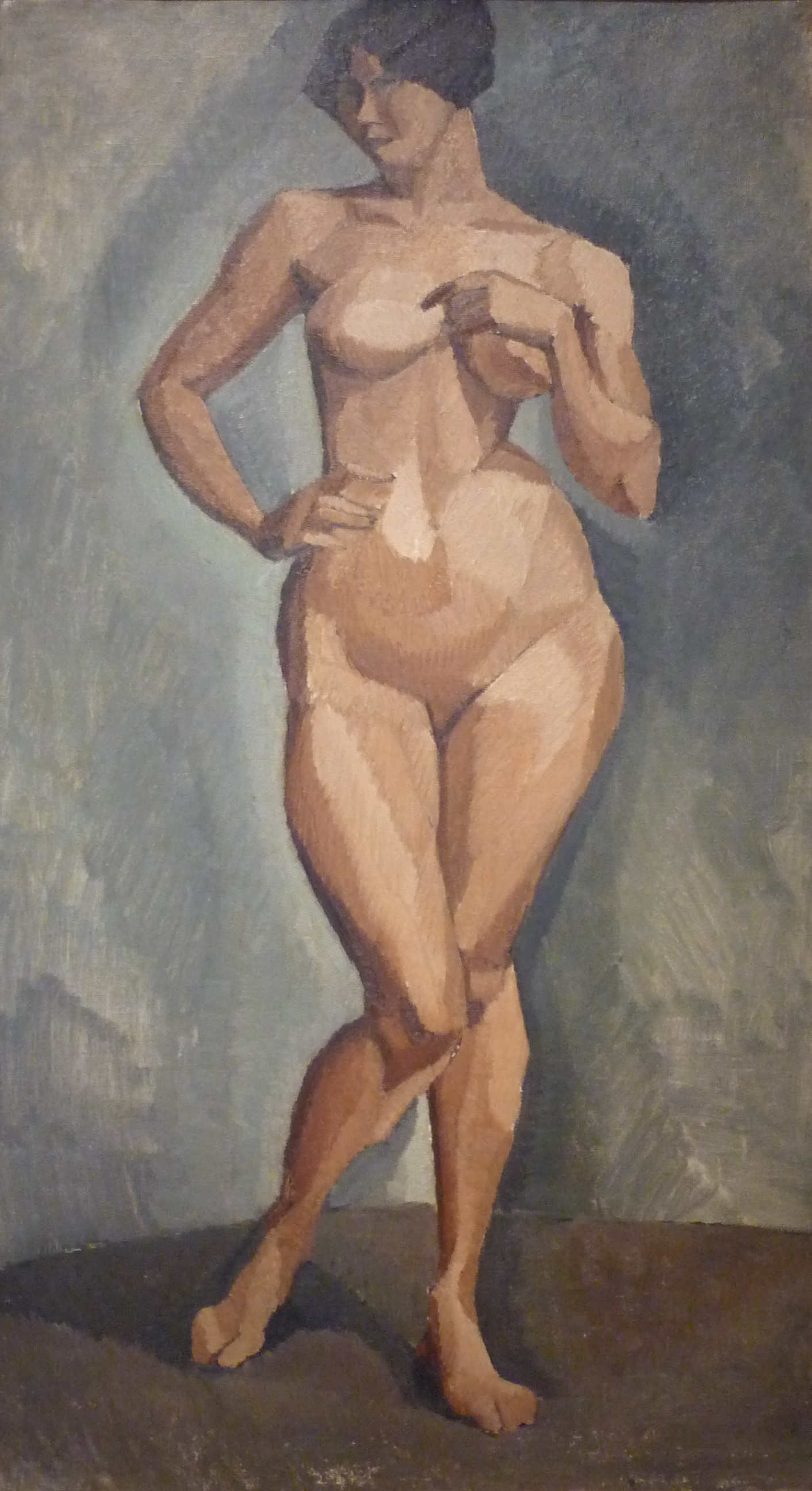
Roger de La Fresnaye
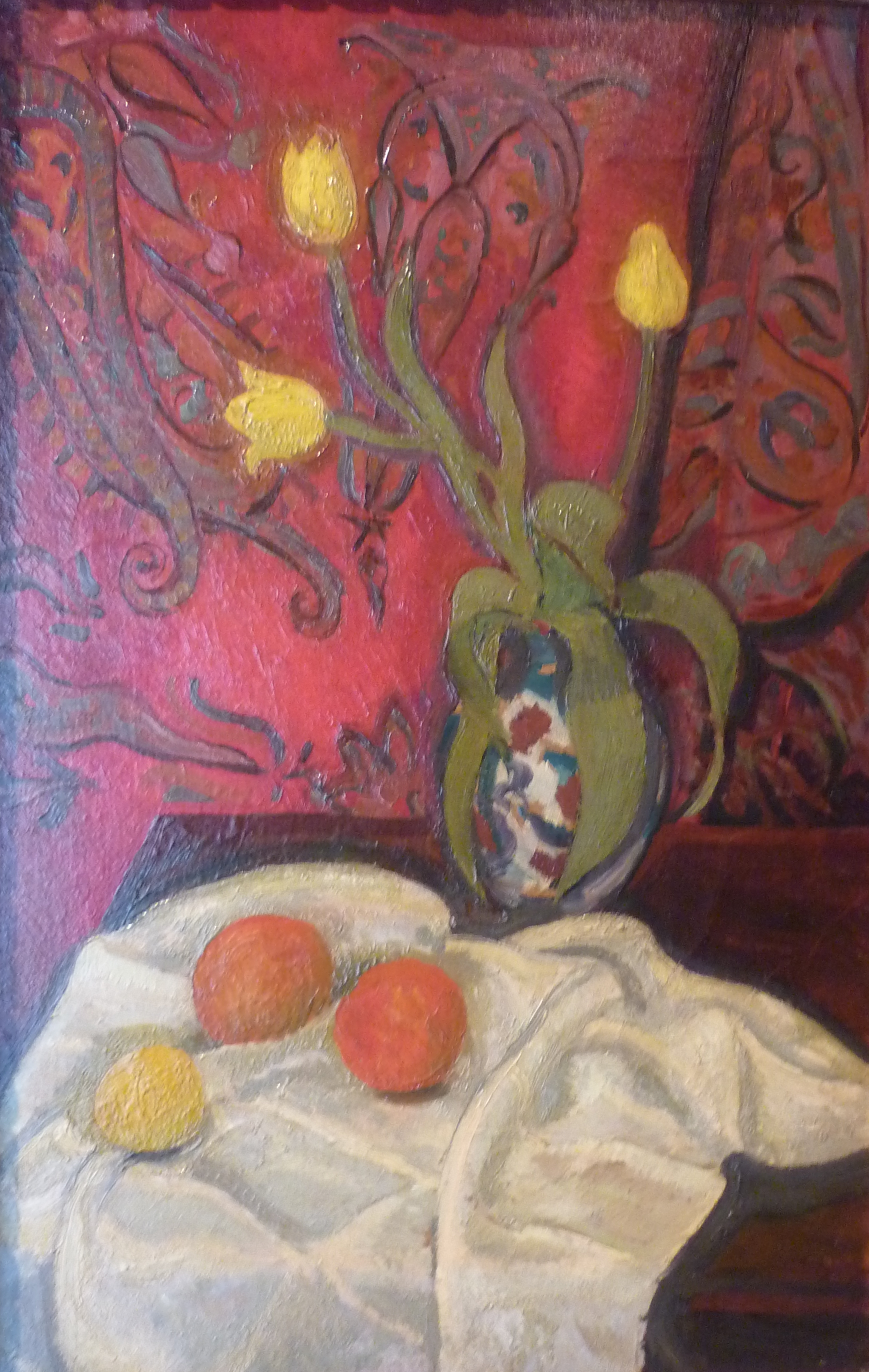
Roger de La Fresnaye
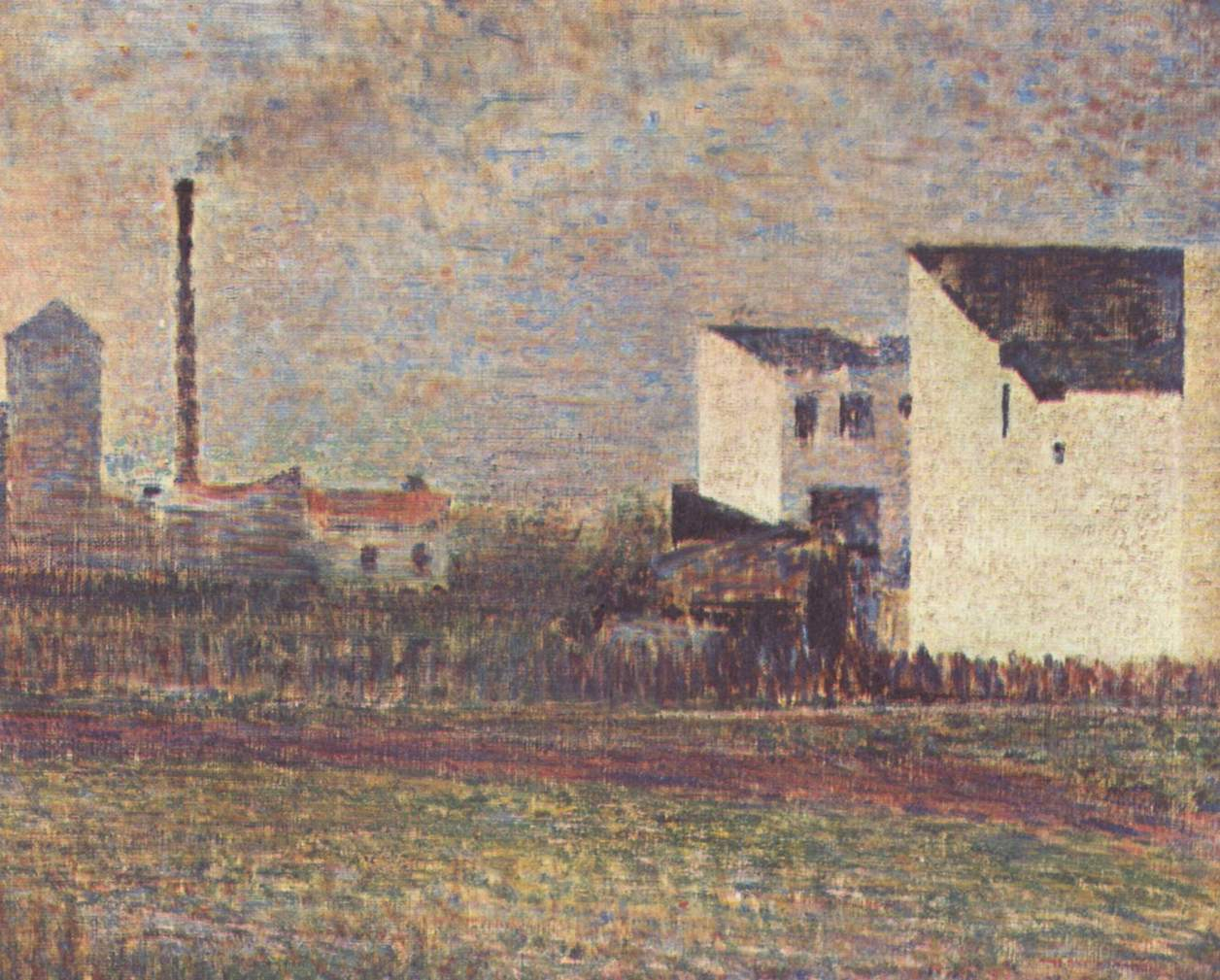
Georges Seurat
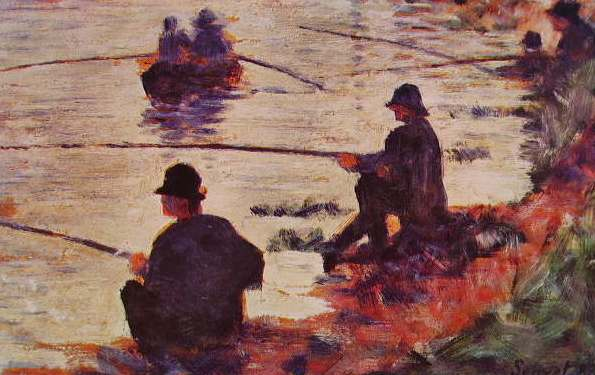
Georges Seurat